# Kissing a Fool (bài hát)
"Kissing a Fool" là một bài hát của nghệ sĩ thu âm người Anh quốc George Michael nằm trong album phòng thu đầu tay của ông, Faith (1987). Nó được phát hành như là đĩa đơn thứ bảy trích từ album ở Hoa Kỳ và Úc, cũng như thứ sáu trên toàn cầu vào ngày 21 tháng 11 năm 1988 bởi Columbia Records. Tương tự như phần còn lại của album, bài hát được viết lời và sản xuất bởi Michael. "Kissing a Fool" là một bản sophisti-pop ballad kết hợp với những yếu tố từ jazz mang nội dung đề cập đến sự bất an của một người đàn ông như là một người bạn tâm giao và người yêu của một cô gái, xuất phát từ những hành trang và danh tiếng đang đến với anh, được lấy cảm hứng từ những nhận thức lúc bấy giờ của nam ca sĩ trong cuộc sống và sự nghiệp. Ban đầu, bài hát được chọn làm tiêu đề cho album, trước khi được đổi tên thành Faith.
Sau khi phát hành, "Kissing a Fool" nhận được những phản ứng tích cực từ các nhà phê bình âm nhạc, trong đó họ đánh giá cao sự thể nghiệm táo bạo của Michael đối với thể loại jazz, nội dung lời bài hát cũng như quá trình sản xuất nó. Bài hát cũng tiếp nhận những thành công tương đối về mặt thương mại, đứng đầu bảng xếp hạng ở Canada và lọt vào top 10 ở một số quốc gia như Bỉ và Ireland, đồng thời vươn đến top 40 ở những thị trường khác, trong khi đạt vị trí thứ 18 ở quê nhà của Michael là Vương quốc Anh. Tại Hoa Kỳ, "Kissing a Fool" tiếp tục chuỗi những đĩa đơn thành công từ Faith với việc vươn đến vị trí thứ năm trên bảng xếp hạng Billboard Hot 100, trở thành đĩa đơn thứ tám của Michael lọt vào top 5, nhưng cũng là đĩa đơn đạt thứ hạng thấp nhất từ album và chấm dứt chuỗi bốn đĩa đơn liên tiếp đạt ngôi vị quán quân của ông tại đây.
Một video ca nhạc đã được phát hành cho "Kissing a Fool" và thực hiện dưới phông nền đen trắng, trong đó bao gồm những cảnh Michael trình diễn bài hát trong một khán phòng với những nhạc công đang chơi nhạc xung quanh. Kể từ khi phát hành, bài hát đã được hát lại và sử dụng làm nhạc mẫu bởi một số nghệ sĩ, trong đó nổi bật nhất là Michael Bublé cho album phòng thu đầu tay mang chính tên anh (2003), và anh cũng phát hành nó như là đĩa đơn thứ hai trích từ album. Ngoài ra, "Kissing a Fool" còn nằm trong nhiều album tuyển tập của Michael, như Ladies & Gentlemen: The Best of George Michael (1998) và Twenty Five (2006). Nó cũng được trình diễn trong nhiều chuyến lưu diễn trong sự nghiệp hát đơn của nam ca sĩ, bao gồm 25 Live (2006-08) và Symphonica Tour (2011-12).

## Danh sách bài hát
Đĩa 7" tại châu Âu và Anh quốc
1. "Kissing a Fool" – 4:34
2. "Kissing a Fool" (không lời) – 4:34

Đĩa 12" tại châu Âu và Anh quốc
1. "Kissing a Fool" – 4:34
2. "Kissing a Fool" (không lời) – 4:34
3. "A Last Request (I Want Your Sex Part III)" – 3:48

## Xếp hạng
| Bảng xếp hạng (1988-89)                  | Vị trí cao nhất |
| ---------------------------------------- | --------------- |
| Úc (ARIA)                                | 55              |
| Bỉ (Ultratop 50 Flanders)                | 10              |
| Canada (RPM)                             | 1               |
| Châu Âu (European Hot 100 Singles)       | 41              |
| Pháp (SNEP)                              | 45              |
| Đức (Official German Charts)             | 44              |
| Ireland (IRMA)                           | 9               |
| Ý (FIMI)                                 | 50              |
| Hà Lan (Dutch Top 40)                    | 13              |
| Hà Lan (Single Top 100)                  | 13              |
| Tây Ban Nha (AFYVE)                      | 28              |
| Anh Quốc (OCC)                           | 18              |
| Hoa Kỳ Billboard Hot 100                 | 5               |
| Hoa Kỳ Adult Contemporary (Billboard)    | 1               |
| Hoa Kỳ Hot R&B/Hip-Hop Songs (Billboard) | 33              |

| Bảng xếp hạng (1988)  | Vị trí |
| --------------------- | ------ |
| Japan (Tokyo Hot 100) | 7      |
| US Billboard Hot 100  | 91     |
| Bảng xếp hạng (1989)  | Vị trí |
| Australia (ARIA)      | 192    |